# 다자이 오사무
다자이 오사무(일본어: 太宰 治, 1909년 6월 19일 ~ 1948년 6월 13일)는 일본의 소설가이다. 1936년(쇼와 11년)에 첫 작품집 『만년(晩年)』을 간행하였다. 1948년(쇼와 23년)에 애인 야마자키 도미에(山崎富栄)와 함께 다마가와(玉川) 죠스이(上水)에 투신자살하였다. 주요 작품으로는 「달려라 메로스(원제: 走れメロス)」, 「쓰가루(津軽)」, 「옛날 이야기(お伽草紙)」, 「사양(斜陽)」, 「인간실격」이 있으며, 사카구치 안고・오다 사쿠노스케(織田作之助)・이시카와 준(石川淳) 등과 함께 신희작파(新戱作派)・무뢰파(無賴派) 등으로 불린다.
본명은 쓰시마 슈지(일본어: 津島修治)인데, 필명을 쓴 까닭은 쓰가루 지방(아오모리현 서부) 출신인 스스로가 본명을 읽으면 쓰가루 방언의 영향으로 지시마(チシマ)로 들리지만 이 필명은 방언투로 읽어도 발음이 그대로이기 때문이었다고 한다.

## 계보
쓰시마(津島) 집안은 옛날 쓰시마에서 바다를 건너와 쓰가루에 정착한 일족이라는 전승도 있는데, 쓰시마 집안의 명복을 비는 보리사인 미나미다이데라(南台寺)의 묘비에도 조상의 성을 쓰시마(對馬)로 적고 있다. 하지만 쓰시마 집안의 가계에 대해서는 아직 명확한 것이 없다.
1946년에 발표한 「고뇌의 연감」에서 다자이는 "내가 태어난 집안은 자랑할 만한 계도 같은 것이 없다. 어디에선가 흘러들어와 이 쓰가루의 북단에 토착한 백성이 우리 조상이라는 것이 틀림없다...(중략)... 나의 집이 다소나마 아오모리 현에서 이름을 알리기 시작한 것은 증조할아버지 소스케(惣助)의 대부터였다."라고 쓰고 있다. 소스케는 원래 이름이 류노스케(勇之助)인데, 가세노무라(嘉瀬村) 사람인 야마나카 히사고로(山中久五郞)의 둘째 아들로 태어났다고 한다. 야마나카 집안의 선조는 노토국(能登國)의 야마나카 장(山中庄)에 있던 야마나카(山中) 성주의 일족이었다고 전하며, 류노스케는 안세이 6년(1835년) 쓰시마 집안의 데릴사위로 들어갔고 게이오 3년(1867년) 2대 소스케의 타계와 함께 당주로서 3대 '소스케'의 이름을 이어받았으며, 두부 행상을 하면서 대금업으로 재산을 쌓아 올렸다고 한다.
쓰시마 소스케는 1894년(메이지 27년) 기타쓰가루 군(北津經郡)의 군회의원(郡會議員) 대지주 호선의원으로 당선되었고, 이듬해 현지의 소득세조사위원 선거에 당선, 메이지 30년(1897년)에는 다시 군회의 대지주의원이 되어 현 내의 고액납세자 순위 12위로서 귀족원 의원의 호선 자격을 손에 넣었다.

## 생애

### 출생
1909년 아오모리현 쓰가루군(津經郡) 가네키무라(金木村)에서 지방 유지였던 대지주 쓰시마 겐고에몬(津島源右衛門)과 타네(タ子) 사이에서 태어났다.(그의 형제자매는 모두 11명으로 다자이가 태어날 즈음 맏형과 둘째 형은 이미 죽고 없었다) 겐고에몬은 쓰가루 고쓰쿠리무라(木造村)의 지주였던 마쓰키(松木) 집안에서 데릴사위로서 쓰시마 집안으로 들어왔다.
겐고에몬의 본가인 마쓰키 집안은 당시 쓰시마 집안이나 야마나카 집안과는 비교도 될 수 없는 지체 높은 향사(鄕士) 집안으로 묘지타이토(苗字帯刀)까지 허락된 집안이었다. 원래 지금의 일본 후쿠이현에 해당하는, 와카사국 고하마(小浜)의 상인이었던 마쓰키 집안의 선조는 만지 연간(1658년~1660년)에 히로사키(弘前)로 이주해 비단장사를 시작했는데 간분 연간(1661년~1672년) 쓰가루 번의 농토 개발로 다시 고쓰쿠리로 옮겨왔고 이때 농토 개간의 공을 인정받아 향사가 되었고 대대로 양조장을 영위하다가 메이지 시대에 8대 당주 시치고에몬(七右衛門)이 약재 도매상으로 전업했고, 시치고에몬의 넷째 아들이 바로 겐고에몬으로 다자이의 친아버지였다.
다자이가 태어날 당시 이미 그의 아버지는 현의 회의원과 중의원 의원, 고액의 납세 덕분에 귀족원 의원까지 맡은 현지의 명사였으며, 쓰시마 집안은 '가나키의 영주님'으로까지 불릴 정도로 명망있는 집안이었다. 다자이가 태어난 가네키의 생가는 현재 다자이 오사무 기념관으로서 그의 소설 제목을 딴 '샤요칸(斜陽館)'이라는 이름으로 일반에 공개되어 있으며, 일본의 중요문화재이다.

### 학생 시절
아버지는 공무로 늘 바빴고 어머니는 병약했으므로, 다자이 자신은 유모 등의 손에서 자랐다.
1916년(다이쇼 5년)에 가나키제일심상소학교(金木第一尋常小學校)에 입학하였다. 4년만인 1922년(다이쇼 11년) 4월에 소학교를 졸업하고 학력 보충을 위해 현지 4개 마을에서 조합으로 세운 메이지고등소학교(高等小學校)에 다시 1년간 통학하였으며, 1923년(다이쇼 12년)에는 아오모리 현립 아오모리중학교(靑森中學校)에 입학하는데, 입학 직전인 3월에 다자이의 아버지가 도쿄에서 세상을 떠났다.

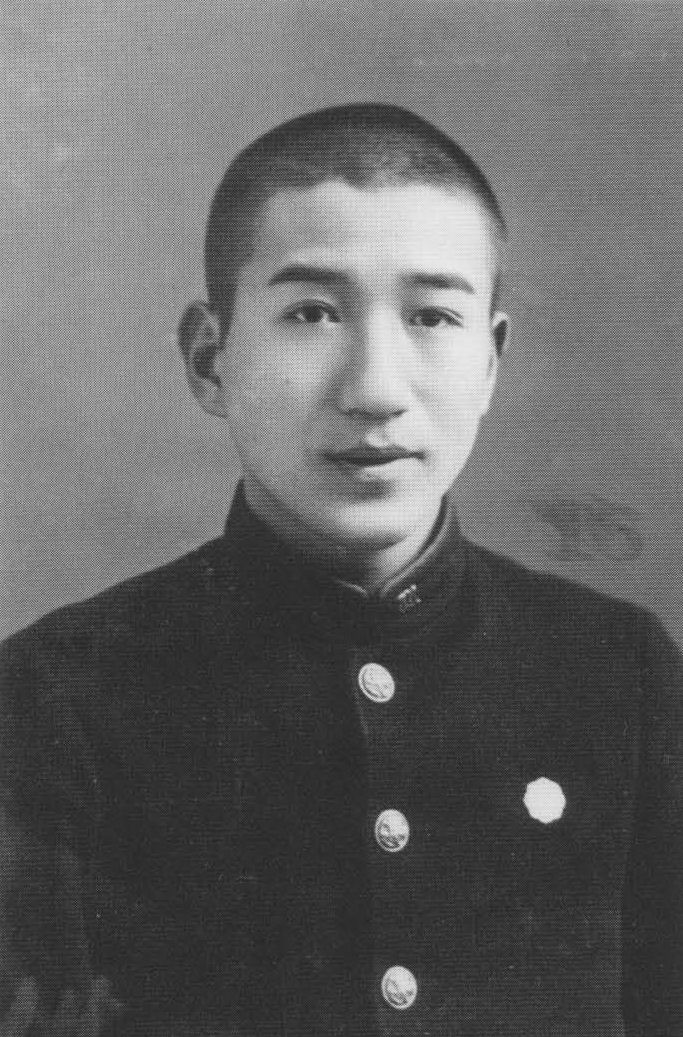
고등학교 시절의 다자이 오사무.

형들의 영향으로 중학교까지는 교내 수석을 차지할 정도로 공부를 잘했다. 17세 때인 1925년(다이쇼 14년) 습작 「도요토미 히데요시의 최후(원제: 最後の太閤)」을 집필하면서 동인지를 발행하기 시작하였고 이때부터 동인지에 실을 소설이나 희곡, 수필을 쓰며 작가를 지망하기 시작한다. 1927년(쇼와 2년) 4월에 관립 히로사키(弘前) 고등학교 문과(文科)・갑류(甲類)에 입학한 뒤로는 이즈미 교카나 아쿠타가와 류노스케의 작품에 심취하는 동시에 좌익 운동에도 눈을 돌리기 시작했고, 프롤레타리아 문학의 영향으로 1928년(쇼와 3년) 5월에 동인지 『세포문예(細胞文芸)』를 발행하여 지면에 '쓰시마 슈지(辻島衆二)'라는 이름으로 작품 「무간나락(無間奈落)」을 발표하였다.(잡지는 9월에 4월호를 낸 것을 마지막으로 폐지) 그밖에도 고스게 긴키치(小菅銀吉)라는 필명이나, 본명인 쓰시마 슈지로 글을 쓰기도 했는데, 이때 그는 자신의 '계급'은 과연 어디에 속하는가를 고민하다 1929년(쇼와 4년) 12월에 카르모틴 자살을 시도하기도 했다. 1930년(쇼와 5년) 3월, 히로사키 고등학교 문과・갑류를 졸업할 당시 그의 성적은 76명 가운데 46번이었다.
프랑스어를 전혀 하지 못하면서도 프랑스 문학을 동경해 4월에 동경제국대학 문학부 불문학과에 입학하지만, 높은 수준의 강의 내용을 전혀 이해할 수 없었던 데다 친가에서 부쳐주는 돈으로 마음껏 방탕하고 호사스러운 생활을 하면서 그에 대한 자기 혐오, 내지 다자이 자신의 처한 위치와 더불어 마르크시즘에 심취해 갔고, 당시 치안유지법에서 단속하고 있던 공산주의 활동에 몰두하느라(다만 공산주의 사상 자체에 진심으로 빠져들었던 것은 아니었다) 강의조차 대부분 출석하지 않았다. 또한 소설가가 되기 위해 5월부터 이부세 마스지(井伏鱒二)의 제자로 들어갔는데, 이때부터 본명인 쓰시마 슈지가 아닌 다자이 오사무라는 이름을 쓰게 된다. 대학은 거듭된 유급에 수업료 미납으로 제적된다. 재학 중에 만나 동거하던 술집의 여급으로 유부녀였던 18세의 다나베 시메코(田部シメ子)와 1930년 월에 가마쿠라의 고시고에(腰越) 바다에서 동반 투신자살을 기도하였으나, 시메코만 죽고 다자이는 혼자 살아남았다. 이 일로 다자이는 자살방조 혐의로 검사로부터 조사를 받았지만, 형 분지(文治) 등의 탄원으로 기소유예 처분을 받았다고 한다.

### 소설가 다자이 오사무
1933년(쇼와 8년), 단편소설 「열차」를 「선데이 히가시오쿠(東奧)」에 발표하고, 동인지 『해표』에 참가해 「어복기(魚服記)」를 발표한다.
1934년(쇼와 9년) 12월에는 단 카즈오(檀一雄)・야마기시 가이시(山岸外史)・키야마 슈헤이(木山捷平)・나카하라 츄야(中原中也)・쯔무라 노부오(津村信夫) 등과 합심해 문예지 『푸른 꽃(원제: 青い花)』을 창간하지만, 창간호로 폐간되었다. 1935년(쇼와 10년)에는 소설 「역행(逆行)」을 「문예」에 발표하는데, 동인지 이외의 문예지에 그가 발표한 것은 「역행」이 처음이었다. 또한 이 해에 사토 하루오(佐藤春夫)를 알게 되었고 그로부터 사사하게 된다. 한편 1935년에 처음으로 아쿠다가와 상이 제정되는데, 다자이의 「역행」과 「어릿광대의 꽃(일본어: 道化の華)」이 제1회 수상작 후보에까지 오른다. 평소 아쿠타가와 류노스케를 존경해왔던 데다 재정적으로 어려웠던 처지도 결부되어 다자이는 강력히 아쿠타가와 상을 소망하게 되었다고 한다. 그러나 제1회 아쿠타가와 상은 이시카와 다쓰조(石川達三)의 「소우보」에게로 돌아갔다. 이때 다자이나 그의 스승이자 강력한 후원자로서 아쿠타가와 상 수상 당시 전형위원이기도 했던 사토 하루오는 「역행」보다는 「어릿광대의 꽃」을 좀더 높이 평가하며 여기에 기대를 걸고 있었는데, 당시 아쿠타가와상 전형 위원이던 가와바타 야스나리가 다자이의 「어릿광대의 꽃」을 그의 실제 생활과 연관지어 부정적으로 평가하며 「어릿광대의 꽃」을 후보 작품으로 선정하는 것을 꺼려했던 것이다(다만 카와바타는 최종 선정과정에서는 심사회에 결석). 카와바타로부터 "작자의 현재 생활에 어두운 구름이 끼어 있다(作者、目下の生活に厭な雲あり)"고 사생활에 대한 비난이 섞인 혹평을 들은 다자이는 "작은 새를 키우고, 무도회를 보러 다니는 것이 그렇게 훌륭한 생활인가? 죽여버릴까, 라고도 생각했었다. 악당이라고도 생각했었다..."라고 『문예통신』에 실은 '카와바타 야스나리에게'라는 짧은 글에서 반격했다.
그 후 도신문사에 입사하지 못하고 다시 또 가마쿠라에서 자살을 시도하나 미수에 그친다. 앞서 1935년(쇼와 10년) 10월에 발표한 자신의 회심의 역작 「다스 게마이네(ダス・ゲマイネ)」 가 반드시 제2회 아쿠타가와상을 수상하리라 다자이는 기대했고 사토도 확실한 보증을 했지만 「다스 게마이네」는 후보에도 오르지 못한 채 그 해 아쿠타가와 상도 '해당작품 없음'으로 결론이 나버렸다.
1936년(쇼와 11년), 전년부터 이어진 파비날 중독 치료에 전념하는 한편, 첫 단편집 「만년(晩年)」을 간행하는데, 그의 「만년」이 상반기 대상의 제3회 아쿠타가와 상의 대상 후보에 고려되고 있다는 소식을 전해듣자, 다자이는 자존심을 접고 사토 하루오는 물론 예전의 적이었던 카와바타 야스나리에게까지 사정하는 편지를 보냈다. 그리고 가와바타도 "나는 예선 후보 작품을 빠짐없이 읽었다. 의구심이 가는 작품은 두 번씩 읽었다. 다자이씨의 작품집 「만년」도 이전에 읽었다. 이번에 적당한 후보 작품이 없다면, 다자이씨의 특이한 재능이 수상을 해도 좋을 것이다"라며 호의적인 반응을 비췄다. 그러나 제3회 아쿠타가와 상은 오다 다케오의 「성외(城外)」라는 작품에게 돌아가고, 다자이의 아쿠타가와 상 수상은 다시 무산되어 버렸다. 거듭 좌절한 다자이는 사토 하루오와 주고받은 편지까지 공개하며 '자신이 떨어진 것은 이해할 수 없다'는 불만을 표출했고, 이에 분개한 사토 하루오도 소설 「아쿠타가와 상」에서 다자이의 둔감함을 비난, 둘은 한동안 서먹한 사이가 된다. 그리고 3회 이후 아쿠타가와 상 후보 선정의 기준이 '한 번 후보에 오른 작가의 작품은 다시 후보로 선정하지 않는다'로 확립되면서, 다자이의 아쿠타가와 상 수상에의 도전은 끝내 물거품이 되고 만다.
이듬해 1937년(쇼와 12년), 오기쿠보(荻窪)의 벽운장(碧雲莊) 2층 취사장 복도에서 친척이었던 미술학도 코다테 젠시로(小館善四郞)로부터, 그가 다자이의 연인 오야마 하쯔요와 간통하고 있었다는 고백을 듣게 되고, 하쯔요와 카르모틴 자살을 시도하나 또다시 미수에 그쳤다. 이후 그는 하쯔요와 이별했으며 1년간 붓을 꺾었다.
1938년(쇼와 13년), 스승 이부세의 초대로 야마나시현 미사카(御坂) 고개에 있는 덴가사야(天下茶屋)를 방문해 그곳에서 석 달 동안 머물렀다. 또한 이부세의 중매로 고후시 출신의 이시하라 미치코(石原美知子)와 11월에 결혼했다. 결혼 이듬해인 1939년(쇼와 14년) 1월에 고후의 미사키초(御崎町)에 살며 정신적으로도 안정을 찾은 다자이는 「후지 산 백경(일본어: 富嶽百景)」, 「직소(直訴)」, 「달려라 메로스(일본어: 走れメロス)」 등의 뛰어난 단편을 발표했다. 전쟁으로 어수선한 와중에도 「쓰가루」, 「옛날 이야기(お伽草紙)」 등 창작 활동을 계속해 나갔다.
전쟁이 막바지에 다다른 1945년(쇼와 20년) 다자이는 소설 「석별(惜別)」을 발표했는데, 중국의 사상가이자 문인이었던 루쉰의 일본 유학시절 이야기를 그린 「석별」은 전시체제하 일본 군부가 문학을 정치 선전에 이용하고 전쟁 참여를 독려하기 위해 만든 일본문학보국회(日本文學報國會)의 의뢰에 따라 쓴 것이었다. 패전 뒤인 1947년(쇼와 22년), 몰락 화족을 그린 장편소설 「사양(斜陽)」이 평판을 얻어 유행 작가가 된다.

### 죽음

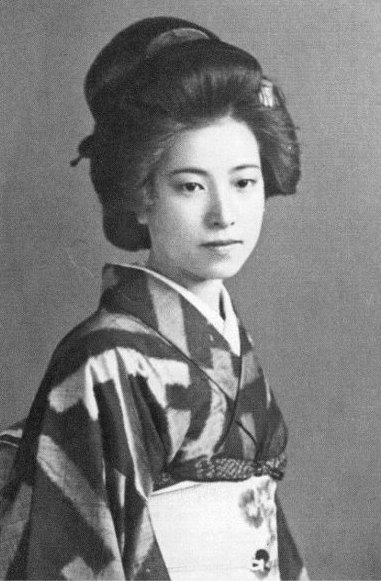
야마자키 토미에

「인간실격(人間失格)」, 「앵두(櫻桃)」를 마무리한 직후 1948년 6월 13일, 타마가와(玉川) 죠스이(上水)에서 애인 야마자키 토미에(山崎富栄)와 동반자살하였다. 이때 그의 나이는 39세였다.
이 사건은 발표 직후부터 온갖 억측을 낳았는데, 도미에에 의한 억지 정사설, 희극 심중 실패설 등이다. 다자이가 생전에 아사히 신문에 연재 중이던 유머 소설 「굿 바이」도 미완의 유작으로 남았는데, 공교롭게도 13화에서 작가의 죽음으로 절필되었다는 데에서 기독교의 징크스를 암시하는 다자이의 마지막 멋부림이었다는 설도 있고, 그의 유서에는 '소설을 쓰는 것이 싫어졌다' 등의 취지가 적혀 있었는데, 자신의 컨디션 저조나 다운증후군을 앓는 저능아였던 외아들의 처지에 대한 비관도 자살의 한 원인이 되었을 거라는 설도 있다. 기성 문단에 대한 '선전포고'로까지 불리던 다자이의 연재 평론 「여시아문(如是我聞)」의 마지막회는 다자이 사후에 게재되었다. 유해는 스기나미 구 호리노우치에서 화장되었다. 계명(戒名)은 문채원대유치통거사(文綵院大猷治通居士)였다.
다자이의 사체가 발견된 6월 19일은 공교롭게도 그의 생일이었는데, 죽기 직전에 쓴 단편 「앵두」와도 관련해, 생전에 다자이와는 동향으로 교류가 있던 곤 간이치(今官一)에 의해 '앵두 기일'이라 불리게 되었다. 이 날은 다자이 문학의 팬들이 그의 무덤이 있는 도쿄도 미타카시의 젠린사(禪林寺)를 찾는 날이기도 하다. 또한 다자이가 태어난 아오모리 현 카나기마치에서도 '앵두 기일'에 맞춰 다자이를 기념하는 행사를 열었는데, 다자이의 탄생지에서 다자이의 탄생을 축하하는 것이 옳다는 유족의 요망도 있어 다자이 오사무 탄생 90주년이 되는 1999년부터는 「다자이 오사무 탄생제」로 이름을 고쳤다.

## 작품 목록
※일본어 위키백과의 목록에 준합니다.

※전집은 도서출판 b에서 출간된 10권짜리 한국어 전집이 대응하는 시기입니다.
- 1936 : 만년(晩年) 작품집
- 1937 : 허구의 방황(虚構の彷徨) 작품집
  - 만년(전집1, b)
- 1937 : 이십세기 기수(二十世紀旗手) 작품집
- 1939 : 사랑과 미에 대하여(愛と美について) 신작 작품집
- 1939 : 여학생(女生徒) 작품집
  - 사랑과 미에 대하여(전집2, b)
- 1940 : 피부와 마음(皮膚と心) 작품집
- 1940 : 추억(思ひ出) 작품집
- 1940 : 여자의 결투(女の決闘)	작품집
  - 유다의 고백(전집3, b)
- 1941 : 동경팔경(東京八景)	작품집
- 1941 : 신 햄릿(新ハムレット)	신작 장편소설
- 1941 : 치요조(千代女)	작품집
- 1942 : 바람의 소식(風の便り)	작품집
  - 신햄릿(전집4, b)
- 1942 : 늙은 하이델베르크(老ハイデルベルヒ) 작품집
- 1942 : 정의와 미소(正義と微笑) 신작 장편소설
- 1942 : 여성(女性) 작품집
- 1942 : 신천옹(信天翁)	작품집
- 1943 : 후지산 백경(富嶽百景) 작품집
- 1943 : 우대신 사네모토(右大臣実朝) 신작 장편소설
  - 정의와 미소(전집5, b)
- 1944 : 길일(佳日) 작품집
- 1944 : 쓰가루(津軽) 신작 장편소설
- 1945 : 새로 쓰는 여러나라 이야기(新釈諸国噺) 작품집
- 1945 : 석별(惜別) 신작 장편소설
  - 쓰가루(전집6, b)
- 1945 : 옛날 이야기(お伽草紙)	신작 작품집
- 1946 : 판도라의 상자(パンドラの匣) 장편소설
- 1946 : 완구(玩具) 작품집
- 1946 : 박명(薄明) 작품집
- 1947 : 원숭이를 닮은 젊은이(猿面冠者) 작품집
- 1947 : 어릿광대의 꽃(道化の華) 작품집
- 1947 : 오손 선생 언행록(黄村先生言行録) 작품집
- 1947 : 오바스테(姥捨) 작품집
- 1947 : 겨울의 불꽃놀이(冬の花火) 작품집
  - 판도라의 상자(전집7, b)
- 1947 : 낭만 등롱(ろまん燈籠) 작품집
- 1947 : 비용의 아내(ヴィヨンの妻) 작품집
- 1947 : 광언의 신(狂言の神) 작품집
- 1947 : 여신(女神) 작품집
- 1947 : 사양(斜陽) 장편소설
  - 사양(전집8, b)
- 1948 : 수상록(太宰治随想集) 작품집
- 1948 : 앵두(桜桃) 작품집
- 1948 : 인간실격(人間失格) 장편소설
  - 인간실격(전집9, b)
- 1948 : 여시아문(如是我聞) 수필 및 평론집
  - 생각하는 갈대(전집10, b)
- 2009 : 지구(地図) 초기 작품집

그 외
- 청춘의 착란 (서간문집)

## 작품 연구
그의 작품은 일본 교과서에 등장할 정도로 후세에 많은 영향을 끼쳤으며, 특히 《인간실격》은 신초(新潮)문고본으로만 일본 국민작가 나쓰메 소세키의 《마음》에 이어 두 번째로 많은 판매수를 기록하였다.
다자이는 장편과 단편 모두 우수한 작품을 많이 남겼지만, 특히 「만원(満願)」 같이 극히 적은 양의 원고지로도 훌륭한 작품을 써낼 수 있었던 소설가로서도 높게 평가되고 있다. 그는 「여학생(원제: 女生徒)」나 「여치(원제: きりぎりす)」 등 여성 화자가 주인공이 된 1인칭 작품을 많이 집필하였고, 여성 작가나 여성 문예평론가들로부터 "남성임에도 이 정도 수준으로, 여성의 마음을 잘 알고 있다니" 하는 호평을 받았다. 또 「여학생」은 미지의 여성 독자가 그에게 보내온 일기에 근거해 집필한 것이라고 한다.
성경이나 기독교에도 지속적으로 강한 관심을 보여, 성경과 관련된 작품을 몇 개 남기고 있다. 그 가운데 하나가 바로 「직소」이다. 한국에서는 번역자에 따라 「유다의 고백」으로도 번역되는 이 작품에서는 일반적으로 배반자・변절자로서 인지되는 가룟 유다의 마음 속 갈등이 그려져 있다. 다자이는 이 작품을 구술 필기로 단번에 완성했는데, 이때 그의 아내가 필기를 도왔다고 한다.
다자이의 작품 전집은 이미 그가 죽기 직전인 1948년부터 「다자이 오사무 전집」이라는 이름으로 야쿠모 서점에서 간행되었지만 출판사가 도산하면서 중단되고, 그 뒤 창예사(創藝社)에서 새로이 「다자이 오사무 전집」을 간행하였다. 그러나 그의 시중 작품뿐 아니라 그가 주고 받았던 편지이나 미발표 습작까지 완비한 본격적인 전집은 1955년에 지쿠마 서방(筑摩書房)에서 비로소 출판되었다. 2014년 도서출판b에서 한국어판 『다자이 오사무 전집』(전10권)을 완간한다(전집 번역은 세계 최초다).
한편 패전 뒤 일본에 진주한 연합군 최고 사령관 총사령부(일명 GHQ)의 참모 제2부(GII)에서 전사실장을 맡고 있던, 미국 메릴랜드 대학의 역사학 교수 고든 윌리엄 프란게 박사에 의해서 GHQ에 의해 검열되어 메릴랜드 대학으로 이송되었던, 이른바 '프란게 문고'에 소장된 자료를 통해, 다자이가 패전 뒤 GHQ가 일본을 점령하고 있던 시기에 발표했던 「인어의 바다(人魚の海)」, 「철면피」, 「교장 3대」, 「화폐(貨幣)」, 「오손 선생 언행록(원제: 黄村先生言行録)」, 「길일」, 「수상한 암자(원제: 不審庵)」 등은 GHQ의 검열에 의해 삭제하도록 지시받고 있었음이 2009년에 밝혀진다.

## 가족

### 부모
아버지 겡에몽
1871년(메이지 3년)생- 1923년(타이쇼 12년)몰
마츠키가에서 데릴사위로 쓰시마가에 들어갔다. 병약한 소고로 대신 총조에서 가독을 물려준다. 1901년(메이지 34년)현의회 의원으로 당선. 1922년(타이쇼 11년)에 귀족원 의원이 되지만 이듬해 폐 암으로 사망.
어머니네(유우코)
1873년(메이지 6년)생- 1942년(쇼와 17년)몰
소고로의 장녀. 다자이 포함 칠남 넷째 딸을 낳는다. 69세로 사망.

### 형제자매
※이 붙어 있는 인물은 다자이에 앞서 사망
삼남(형)· 문치
장남 소-이치로-로 차남 근삼로가 요절했기 때문, 쓰시마가의 후계자가 된다. 가나기 촌장, 아오모리 현 지사, 중의원 의원, 참의원 의원을 역임..
요츠오(둘째 오빠)·에이지
가나기 촌장. 손의 쿄이치는 전 중의원 의원.
오남(셋째형)·케이지※
도쿄 미술 학교조각과에 진학. 다자이의 동인지"세포 문예"에 "몽천 리이치"의 필명으로 에세이를 수필. 결핵에 의한 28세로 사망.
칠남(남동생)·레이지※
패혈증에서 18세로 병사.
장녀(맏언니)·공(
1889년-1912년.
히라야마 료타 로우를 데릴사위를 맞지만 결혼 후 22세로 사망. 이때 다자이 3세.
차녀(차자)·토시
1894년-1951년.
츠시마 이치타 로우 부인
셋째 딸(세 언니)아이※
1904년-1937년.
츠시마 마사오 부인
넷째 딸(네 언니)·쿄우※
1906년-1945년.
코다테 사다카즈 부인. 코다테 야스, 코다테 젠시 로우는 처남. 종전부터 꼭 3개월 후에 사망.

### 아내와 자식
부인 미치코
도쿄 여자 사범 학교졸업 후 쓰루 고등 여학교에서 역사·지리 교사로 있었다. 26세로 다자이와 맞선 이듬해 결혼.
장녀 소노코
남편은 전 일본 중의원 의원의 츠시마 유우지(옛·우에노). 장남의 준도 중의원 의원.
장남 마사키
다운 증후군이었다. 폐렴에 의한 15세로 사망.
차녀·수양 아들
소설가 쓰시마 유코.
오오타 하루코
소설가. 애인·오오타 시즈코 사이의 딸.

## 관련인물
- 이부세 마스지 - 다자이의 스승. 다자이 자신의 말에 따르면 그가 아오모리에서 중학교를 다니던 무렵에 이부세가 지은 「유폐(幽閉)」(「도롱뇽」의 원형이 된 소설)을 읽고 그의 천재성에 흥분했다고 한다. 다자이가 상경한 뒤 그에게 찾아가 사사(師事)했고, 다자이의 결혼 중매도 이부세가 서주었다. 다만 패전 뒤 다자이의 이부세에 대한 감정은 몹시 복잡해진 듯, 유서에서 다자이는 「이부세 씨는 나쁜 사람입니다(井伏さんは悪人です)」라고 남긴 것이 화제가 되기도 했다. 양자간의 갈등에 대해서는 여러 설이 있어 오늘날까지도 확실한 것이 없다.

- 가와바타 야스나리 - 다자이가 아쿠타가와 상 후보에서 떨어졌을 당시 전형위원의 한 사람이었던 가와바타는 "작자(다자이)의 사생활에 대하여 의심하는 눈을 지울 수 없다"며 비평했고, 다자이도 「가와바타 야스나리에게(川端康成へ)」라는 제목의 짧은 글을 써서 반격하자 가와바타는 다시 「다자이 오사무 씨에게 아쿠타가와 상에 대하여(太宰治氏へ芥川賞について)」라는 단문을 써서 "아무 근거도 없는 망상이나 의혹은 품지 않는 것이 좋고(중략) '생활에 대한 의심의 눈초리'에 대한 발언조차 불손한 폭언이었다면 나는 조용히 취소하겠다"고 냉정하게 해명하였다.

- 시가 나오야 - 장편소설 『쓰가루』에서 다자이는 (대놓고 한 것은 아니었지만) 그를 비난하였다. 이에 시가 나오야는 잡지 『중앙공론』이나 『문예』 등의 좌담회에서 나카무라 신이치로(中村眞一郎), 사사키 기이치(佐々木基一)에게 다자이 오사무를 혹평하였다. 구제(舊制) 가쿠슈인 출신으로 귀족 사회에 대해 잘 알았던 시가는 다자이의 『사양』에 등장하는 귀족 여성의 말투가 시골뜨기 가정부 같다며 비판했고, 『문예』에 실린 작가의 태도라는 타이틀의 좌담회에서 시가는 다자이의 『사양』과 『범인』 두 작품을 두고 『사양』은 "할 말을 잃었다"는 비판적 입장을, 『범인』은 "정말 시시하더군. 처음부터 너무 뻔한 이야기라서 끝까지 읽지 않아도 결말이 눈에 다 보이고"라고 아예 전면 부정하면서 "그 작가의 포즈가 거슬리더군. 어딘지 의뭉스러운 듯한. 그 사람보다 젊은 사람들은 별로 신경 쓰지 않을지도 모르지만, 나는 연장자니까 말이야. 조금 더 진지하게 임했으면 좋겠다는 생각이 드는군. 그 포즈는 어떤 약함이라고 할까. 나약함에서 비롯된, 쑥스러움을 감추기 위한 포즈니까 말이야."라고 쌀쌀맞은 발언을 남겼다. 다자이는 만년의 연재평론 「여시아문」에서 시가에 대해 반격하였다. 당시 일본 문단에서 시가 나오야를 거스른다는 것은 사실상 문단에서 추방당하는 것이나 다름없었다고 한다. 그러나 다자이 사후인 1948년 8월 15일, 시가는 『문예』에 「다자이의 죽음(太宰治の死)」이라는 제목의 글을 써서, 「이때 나의 말투는 담담한 것이 아니었다. 나는 다자이 군이 내게 반감을 갖고 있다는 것을 알고 있었기 때문에, 자연스레 다소 악의를 가진 말투가 되었다」고 『쓰가루』 때문에 다자이에게 화를 냈음을 인정하면서 「『문예』 좌담회에서 다자이 군에 대해서 한 발언에 대해서는, 다자이 군이 그렇게까지 심신이 쇠약해져 있는 사람이라는 것을 알았더라면 조금 다르게 말할 수 있지 않았을까, 지금은 조금 안타깝게 생각한다」며 자신의 어른스럽지 못했음을 사죄하였다(다만 이 글에 대해서는 다자이의 죽음에 대해 시가 나오야에게 간간이 쏟아지던 비난, 세간에 떠도는 소문들에 대한 시가 자신의 해명글이기도 했다). 같은 글에서 시가 나오야는 여태까지 불행하게도 자신이 다자이의 작품 가운데 썩 훌륭하지 못한 것만 읽은 모양인데 다자이 사후 읽은 『인간실격』에 대해서는 전혀 싫다는 생각이 들지 않았다고 평가했다. 이 글은 시가가 다자이에게 남긴 유일한 추도의 글이었다.

- 다나카 히데미쓰(田中英光) - 소설가이자 다자이의 제자. 올림픽 선수 경력이 있었다. 약물 중독 끝에 상해 사건을 일으키기도 했으며, 다자이가 사망한 이듬해 다자이의 묘지에서 자살을 기도했다가 병원에서 사망하였다.

- 단 가즈오(檀一雄) - 소설가이자 다자이의 친우로 소설 「달려라 메로스」는 그를 모델로 쓴 것이라는 설이 있다. 단 가즈오는 자신의 저작 『소설 다자이 오사무(小説 太宰治)』에서 「달려라 메로스」를 언급하며 "아마 그때 우리의 아타미행이 적으나마 그 중요한 심정의 발로가 되지 않았나 싶다"고 적고 있는데, 그에 따르면 언젠가 단 가즈오의 집에 다자이의 내연녀였던 고야마 하쓰요가 찾아와, 아타미에 있는 여관에서 작품을 집필하고 있던 다자이에게 돈을 가져다주지 않겠냐고 요청했고 단도 동의하였는데, 아타미에 있는 여관에서 단은 다자이에게 전달한 돈을 술을 마시는데 써버렸다. 여관비를 지불하지 못하게 되어 단 가즈오와 함께 여관에 발이 묶이는데, "기쿠치 간의 집에 다녀옴세"라며 단 가즈오를 '인질'로 여관에 남겨둔 채 혼자 돈을 가지러 도쿄로 간 다자이는 아무리 기다려도 돌아오지 않았고, 여관 주인의 허락을 얻어 간신히 도쿄로 돌아온 단 가즈오는 이부세 마스지의 집에서 태평하게 일본장기를 두고 있는 다자이를 찾아내고, 평소 다자이에게 화를 내지 않던 그였지만 그때만큼은 "자네 좀 너무한 거 아닌가?" 라며 따졌다. 이에 다자이는 나중에 단 가즈오와 둘만 남은 자리에서, 조용히 "기다리는 사람과 기다리게 만드는 사람, 어느 쪽이 더 괴로울 것 같나?" 라고 대답했다고 한다. 단 가즈오는 이때의 일을 술회하고, 「달려라 메로스」를 읽을 때마다 문학에 종사하는 몸의 행복을 생각하게 된다며, 분노도 회한도 오욕도 녹아내리고, 부드러운 향기가 살짝 자신의 추악한 마음을 감싸는 듯 하다고 적고 있다.

- 미시마 유키오 - 12세 때 다자이 오사무가 쓴 『허구의 방황 - 다스 게마이네』를 깊이 공감하며 읽었으며, 잡지 연재 때부터 읽었던 『사양』에 대해서는 가와바타 야스나리에게 보낸 서한에서 "멸망에 대한 '서사시'에 가까운 훌륭한 예술적 완성이 기대됩니다. 그러나 아직 예견하기는 어렵습니다."는 호평을 남기기도 했다. 그러나 그 뒤에는 작품에 등장하는 귀족의 언동이 현실의 귀족과는 동떨어진 모습을 보이는 것에, 시가와 마찬가지로 옛 가쿠슈인 출신으로서 위화감을 품게 되었다고 한다. 1946년 12월 14일에 야시로 세이이치(矢代静一)의 호출로 다자이와 가메이 가쓰이치로(亀井勝一郞)가 참석한 모임에 참석했을 때, 미시마 자신이 쓴 『나의 편력시대(私の遍歴時代)』에 따르면 미시마가 다자이에게 "나는 다자이 씨의 문학을 싫어합니다. 너무 능글맞거든요."라는 말을 던지자 다자이는 허를 찔린 듯한 표정을 하면서도 "말씀은 그렇게 하셔도 여기까지 오신 걸 보면 역시 좋아하시는 게지요."라고 대답했다고 술회하고 있다. 하지만 그 자리에 참석했던 노하라 이치오(野原一夫)의 『회상 다자이 오사무(回想 太宰治)』에는 미시마는 '가면 같은 무표정한 얼굴'로 이러한 발언을 했고, 다자이도 "그렇게 싫으면 안 오시면 되는 것 아닙니까?"라고 대답하곤 그를 외면해버렸다고 술회하고 있다. 그 뒤로도 미시마 유키오는 오랫동안 거듭 다자이 오사무에 대한 혐오감을 계속 드러냈는데, 『소설가의 휴가(小説家の休暇)』에서 미시마는 "다자이가 가진 성격적인 결함이라는 것들은, 적어도 그것의 절반은 냉수 마찰이나 기계 체조 같은 규칙적인 생활만 하면 치유될 수 있는 것이다. 우선 나는 이 인간의 얼굴이 마음에 들지 않고, 다음으로는 이 인간의 시골 촌뜨기 같은 하이칼라 취미가 싫고, 그 다음으로는 이 인간이 자기와 안 어울리는 모습을 연기하는 것이 짜증난다."고 기록했고, 『부도덕 교육 강좌(不道徳教育講座)』나 오쿠노 다케오(奥野健男)가 지은 『다자이 오사무론(太宰治論)』평 같은 각종 좌담회나 편지 등에서도 비슷한 기술을 찾아볼 수 있다. 만년에는 1968년에 히토쓰바시 대학(一橋大學)에서 있었던 강의에서 "나는 다자이와는 더욱 더 대조적인 방향을 향하려 하는데, 그것은 아마 내 안의 어딘가에 다자이와 같은 부분이 있기 때문이라고 생각합니다. 그러니 더욱 분발해서 그와는 반대되는 쪽으로 가는 것이겠지요."(「학생과의 티치인 - 국가 혁신의 원리」)라고 발언하거나, 무라마쓰 다케시(村松剛)나 출판사 『신쵸(新潮)』의 편집자에게 자기 스스로를 "다자이와 같다"는 취지의 발언을 하기도 했다.

- 모리 오가이 - 다자이의 묘석은 그 자신이 바랐던 대로 미타카 시의 젠린지에 있는 모리 오가이의 묘석과 마주보게(조금 비뚤어져 있지만) 세워져 있다. 비석에 새겨진 「다자이 오사무」라는 글자는 소설가 이부세 마스지(井伏鱒二)의 글씨이다.

## 다자이 오사무역을 연기했던 배우들
- 나가토 히로유키 - 영화 ' 아키츠 온천」(1962년 감독 : 요시다 기주)
- 이시자카 코지 - 드라마 " 겨울의 불꽃 내 다자이 오사무 '(1979년)
- 하기와라 켄이치 - 영화 ' 모도리 강 (1983년 감독 : 쿠마시로 타츠미 )
- 미 네기시 토오루 - 영화 「무사시노 동반 자살 '(1983년)
- 타무라 료 - 드라마 " 뉴 다큐멘터리 드라마 쇼와 마츠모토 세이 쵸 사건에 강요」제 4 회 「인간 실격 다자이 오사무 '(1984년)
- 오카다 유스케 - 영화 ' 굳게 사람 여행의 끝에 "(1986년 감독 : 후카사쿠 긴지 )
- 카자마 모리오 - 무대 "인간 합격"(1989년)
- 와타나베 잇케 - 무대 "인간 합격"(1989년)
- 야쿠쇼 코지 - 드라마 '굿바이 내가 죽인 다자이 오사무'(1992년)
- 카라사와 토시아키 - 무대 "온수 부부 '(1999년)
- 카와무라 류이치 - 영화 ' 피카레스크 인간 실격」(2002년)
- 호소카와 토모미 - TV 프로그램 "다자이 오사무 연속 심중의 수수께끼 !! 그 진상에 이노 세 나오키가 강요」(2002년)
- 오다 히로오 - 무대 "인간 합격"(2003년)
- 토요 카와 에츠시 - 드라마 '다자이 오사무 이야기」(2005년)
- 니시지마 히데토시 - 연속 TV 소설 「순정 반짝」(2006년)
- 츠카모토 타카시 - 영화 '후 가쿠 백경 ~ 아득한 장소 ~ "(2006년)
- 웬츠 에이지 - TV 쇼 '줄거리에서 즐기는 세계 명작 극장'(2007년)
- 오카모토 켄이치 - 무대 "인간 합격"(2008년)
- 난바라 켄로 - 영화 '꿈의가는대로」(2008년)
- 아사노 타다노부 - 영화 「비욘의 아내 ~ 벚나무와 민들레 ~」(2009년)
- 사카이 마사토 - 문학 애니메이션 「푸른 문학 시리즈」(2009년)
- 사쿠라이 쇼 - 낭독 극 다자이 오사무 탄생 100 주년 기념 기획 「ART OF WORDS~ 사쿠라이 쇼의 「인간 실격」」(2009년)
- 와타나베 고타 - TV 프로그램 "악귀 독서 문학에서 사랑을 붙잡는 방법"(2010년)
- 무카이 오사무 - TV 프로그램 " BUNGO - 일본 문학 시네마 - - 황금 풍경」(2010년)
- 이쿠타 토마 - 영화 「인간 실격」(2010년)
- 무라카미 타케시 ( 프루츠 ) - 영화 '고스트 라이터 호텔 "(2011년)
- 나카무라 토오루 - 무대 '굿바이'(2015년)
- 미야 노 마모루 - 애니메이션 「문호 스트레이 독스 '(2016년)
- 나카무라 유이치 - 게임 " 문호와 연금술사」(2016년)
- 오노 타쿠로 - TV 쇼 '굿바이'(2018년)
- 오구리 슌 - 영화 「인간 실격 다자이 오사무와 3 명의 여자들」(2019년)
- 오오 이즈미 요 - 영화 '굿바이'(2020년)